# 義式步槍
義式步槍（日文：イ式小銃）是由義大利王國為日本製造的步槍。

## 設計及歷史
1937年中日開戰後，日本為了鞏固當時逐漸成型的軸心國關係以及補充戰爭損失的軍火因此向義大利訂購了一批步槍，原先日本要求這批步槍必須是完全以三八式步槍的規格製造，但是被義大利以數量不足以開闢生產線的原因拒絕；義大利以降低成本及製造時間的誘因讓日本答應了這批步槍使用卡爾卡諾步槍的槍機並搭配三八式步槍的設計，這批步槍於1938至1939年間運回日本本國，日本將這批步槍稱為義式步槍。
不過接收這批步槍之後日本才發現非常嚴重的問題：這批步槍的的機件過於脆弱，可靠度低容易故障。陸軍只好將這批步槍通通移交給海軍使用，海軍則用來作為艦艇維安武器，後來也有一定數量移交給港口以及機場警備隊使用。
雖然產量不大，但是義式步槍在大部分的槍枝蒐藏家中並非十分流行的蒐藏品。不像一般日本槍枝會有菊花紋章，義式步槍上的標記除了手動槍機連桿上有拉丁文字以外剩下就僅有槍枝編號而已，在外觀特徵上並不明顯，因此就算士兵擄獲了此款步槍也很容易誤認為雜槍而低估它的價值；由於這款步槍廣泛的配發在日本海軍陸戰隊中，美軍在菲律賓以及瓜加林環礁有擄獲部分義式步槍並在戰後流入美國二手槍枝市場。
除了美國以外，日本茨城縣土浦市的日本陸上自衛隊武器學校展覽館内有一把碩果僅存的義式步槍。

## 使用國
- 日本
- 中華民國[1]

## 流行文化

### 電子遊戲
- 2022年—《應徵入伍》：作為日本科技樹可解鎖武器。

## 外部連結
- イ式小銃（日語）